# Étoile de la pré-séquence principale
 (juin 2017).
Si vous disposez d'ouvrages ou d'articles de référence ou si vous connaissez des sites web de qualité traitant du thème abordé ici, merci de compléter l'article en donnant les références utiles à sa vérifiabilité et en les liant à la section « Notes et références ».
Une étoile de la pré-séquence principale (calque de l'anglais pre-main sequence star) est une proto-étoile dont le stade d'évolution précède directement celui de la séquence principale. 

## Description
Une étoile de pré-séquence principale peut être une étoile variable de type T Tauri ou de type FU Orionis, dont la masse (M) est inférieure à deux fois celle du Soleil (M < 2 M⊙), ou encore une étoile Ae/Be de Herbig, de masse comprise entre deux et huit masses solaires (2 M⊙ < M < 8 M⊙). En 2016, aucune étoile de la pré-séquence principale de plus de huit masses solaires (M > 8 M⊙) n'avait encore été observée.
Ces objets trouvent leur source d'énergie dans la contraction gravitationnelle (mécanisme de Kelvin-Helmholtz), contrairement à la production par combustion de l'hydrogène des étoiles de la séquence principale,,,.
Sur le diagramme de Hertzsprung-Russell, l'étape de pré-séquence principale des étoiles de masse inférieure à 0,5 masse solaire se traduit par un déplacement sur les trajets de Hayashi (presque à la verticale vers le bas) et ensuite le long des trajets de Henyey (en) (presqu'horizontalement vers la gauche, vers la séquence principale).

## Évolution
L'étape de la pré-séquence principale (1 % de la vie d'une étoile) précède celle de la séquence principale (80 % de la vie).
Une étoile de la pré-séquence principale est considérée comme une proto-étoile jusqu'à ce que la matière alentour s'effondre sur la condensation centrale, entraînant une augmentation de densité et de gravité de surface de l'étoile. Lorsque l'enveloppe de gaz ou la poussière environnante se disperse et que l'accrétion cesse, l'étoile est considérée comme faisant partie de la séquence principale.
La distinction entre les étoiles de la pré-séquence principale et les étoiles naines de la séquence principale peut se faire en utilisant les spectres des étoiles pour mesurer la corrélation entre la gravité et la température.
On pense que pendant la pré-séquence principale, toutes les étoiles disposent d'un disque circumstellaire dense, site probable de formation planétaire.

## Visibilité
Les étoiles de la pré-séquence principale deviennent optiquement visibles après la ligne de naissance stellaire.